# Airmont
Airmont är en ort (village) i Rockland County i delstaten New York. Vid 2010 års folkräkning hade Airmont 8 628 invånare.